# Adaima
Adaima (العديمة) é um sítio pré-dinástico do Antigo Egito situado na margem ocidental do Nilo, a cerca de oito quilômetros ao sul de Esna, e incluiu um cemitério muito saqueado e um assentamento formado por artefatos espalhados pela superfície por cerca de um quilômetro ao longo da borda da terra cultivada. O sítio tem, ao todo, 40 hectares.

## Escavações
Adaima foi descoberto no início do século XX por Henri de Morgan, que escavou parte do assentamento e tumbas saqueadas. Muitos dos achados estão no Museu do Brooklyn. Em 1973, Fernand Debono, operando pelo Instituto Francês de Arqueologia Oriental no Cairo, escavou 30 tumbas muito saqueadas na área do cemitério que, por volta de 1988, foi destruída para estender a terra cultivada. Escavações do que restou do sítio começaram em 1989, sob direção de Béatrix Midant-Reynes pelo Instituto Francês. Uma coleta de superfície foi realizada pela primeira vez, seguida de várias temporadas de campo de escavação. Isso revelou o desenvolvimento complexo do assentamento, que gradualmente mudou de localização do deserto para o vale durante o curso dos Períodos Pré-Dinástico e Tinita (fim do IV e início do III milênio a.C.).

## Sítio

### Assentamento
O sítio tem, ao todo, 40 hectares e está a 8 quilômetros ao sul de Esna e incluiu um cemitério saqueado e um assentamento. O assentamento é dividido de norte a sul por grande depressão leste-oeste que foi identificada como uma pedreira de argila, cuja datação é incerta. No lado norte, terraços de cascalho e lodo evidenciam muitos distúrbios causados pela escavação ilícita de restos orgânicos do antigo assentamento (sebaque), usado pelos agricultores locais como fertilizantes. O lado sul consiste em uma espessa camada de areia, que desce até o sul. Escavações na parte norte do local revelaram características de ocupação de trincheiras e buracos cortados no terraço de cascalho. Estas trincheiras, perpendiculares ou paralelas umas às outras, foram dispostas em três áreas associadas a 73 buracos de lodo. O diâmetro destes orifícios variou de 13 a 145 centímetros, com uma média de cerca de 45, e variam de 2 a 19 centímetros de profundidade, com uma média de cerca de 8.
As trincheiras são decerto restos de cercas de junco rebocadas com lama e casualmente reforçadas com estacas de madeira, como encontradas noutros sítios pré-dinásticos. Mais enigmáticos são os buracos, às vezes explicados como puas de estacas, mas a maioria é grande demais e não profunda o suficiente. Material paleobotânico foi recuperado nos buracos inclui sementes de trigo (monococcum) e cevada (sativum). Há evidência de duas atividades, armazenamento e tritura/moagem de grãos; pela falta de mós e a presença de um martelo de granito alongado em forma de bastão em um desses orifícios, é mais provável a segunda opção. A partir dos cacos cerâmicos foi possível datar os buracos para início de Nacada I (4000–3500 a.C.) e meados de Nacada II (3500–3200 a.C.). O material misturado na superfície é posterior, mas nunca pós-I dinastia (r. 3100–2890 a.C.).
A escavação na parte sul do sítio revelou a existência de uma área doméstica não perturbada. Recursos como lareiras, potes de armazenamento e grandes mós de granito e calcário contrastam com habitações mal corroídas, cujos restos consistiam de areia consolidada misturada com fragmentos cerâmicos. Numerosos buracos e pequenas estacas de madeira sugerem casas leves de madeira e junco. Pelo menos duas fases ocupacionais foram identificadas. Há também evidências de quatro recém-nascidos, um crânio de um adulto jovem e cinco esqueletos de animais. Um dos restos do recém-nascido foi associado a uma pequena panela e uma concha do Nilo (Etheria elliptica), que provavelmente era usada como colher. O crânio do jovem adulto foi depositado com oferendas de ossos animais. Os esqueletos de quatro cães e um porco foram achados em fossas cavadas no solo completamente virgem fora do resto do assentamento.

## Cemitério
No cemitério, 130 sepulturas foram escavadas em cerca de 1 500. 17 estavam intactas, mas outros foram completamente destruídas. A maioria, no entanto, havia sido perturbada durante os tempos pré-dinásticos. Em relação às práticas mortuárias, dois tipos de enterros podem ser distinguidos: simples (82) e múltiplos (21). Os individuais incluíam aqueles com bens (até trinta vasos) e aqueles sem (dois enterros não perturbados). Já os múltiplos incluíram duplos (dois de dezessete estavam intactos) e triplos (três, todos perturbados). Um enterro continha cinco esqueletos associados a uma grande lareira; este foi mal saqueado, de modo que as cinzas da lareira se misturaram com ossos humanos quebrados. Alguns casos de doenças infecciosas foram identificados a partir dos restos humanos. Além disso, esqueletos sem cabeça foram identificados, e os crânios ausentes podem estar ritualmente ligado a tais práticas funerárias).